# Очищення світлих нафтопродуктів
Очищення світлих нафтопродуктів (рос. очистка светлых нефтепродуктов, англ. light oil products treament; нім. Reinigen n der hellen Erdölprodukte) – процес видалення із світлих нафтопродуктів ненасичених і смолистих сполук (солянокислотне очищення крекінг-бензину, ароматичних вуглеводнів піролізу), ароматичних сполук (солянокислотне очищення освітлювального гасу, бензин-розчинників, рідких парафінів тощо), кислих кисневих сполук – нафтових кислот, фенолів (лужне очищення), деяких сірчаних сполук – сірководню, нижчих меркаптанів (лужне очищення), меркаптанів (екстракція меркаптанів лужним розчином каталізатора із скрапленого газу та бензини і окиснення меркаптанів у дисульфіди для важчих продуктів – гасу, дизельного пального та ін.) і насичення ароматичних вуглеводнів (каталітична деароматизація реактивного пального і бензин-розчинників). 